# BL.WALTZ
BL.WALTZ（ビーエル・ワルツ）は、日本のギターポップバンド。

## メンバー
- 松岡基樹（1963年4月30日 -、愛知県出身）ボーカル担当。
- 田口祐司（1963年6月1日 -、愛知県出身）ベース担当。
- 七瀬ミチル（1964年9月2日 -、栃木県出身）キーボード担当。
- 小西昭次郎（1965年2月24日 -、東京都出身）ドラムス担当。

## 来歴
松岡らメンバー4人により1988年に結成され音楽活動を始める。
1989年にアルバム『GARDEN AFFAIR』を完成させ、これがBL.WALTZとして初めてのアルバムとなった。
1990年に『モノクロームの冒険』を制作。このアルバムでポニーキャニオンからメジャーデビューを果たす。
メジャーでは、オリジナルアルバムとしてシングル2枚、アルバム3枚をリリースしたが、その後活動休止に入った。結成から休止に至るまでメンバーの入れ替わりなどはなかった。
ボーカルを担当する松岡の透き通るような高音の声質と、アコースティック寄りなサウンドを特徴とする。

## 楽曲
多くの楽曲の作詞・作曲を松岡が行っているが、田口の作詞している楽曲もある。

## ディスコグラフィー

### シングル
|          | 発売日         | タイトル         | 規格     | 規格品番   | 最高順位 |
| メジャー | メジャー       | メジャー         | メジャー | メジャー   | メジャー |
| -------- | -------------- | ---------------- | -------- | ---------- | -------- |
| 1st      | 1990年9月21日  | 蒼い風の吹いた夜 | 8cmCD    | PCDA-00112 |          |
| 2nd      | 1991年10月21日 | ワルツ           | 8cmCD    | PCDA-00237 |          |

### アルバム
|                             | 発売日                      | タイトル                                                 | 規格                        | 規格品番                    | 最高順位                    |
| オリジナル （インディーズ） | オリジナル （インディーズ） | オリジナル （インディーズ）                              | オリジナル （インディーズ） | オリジナル （インディーズ） | オリジナル （インディーズ） |
| --------------------------- | --------------------------- | -------------------------------------------------------- | --------------------------- | --------------------------- | --------------------------- |
| 1st                         | 1989年7月21日               | GARDEN AFFAIR                                            | CD                          | 25WD-8                      |                             |
| オリジナル （メジャー）     |                             |                                                          |                             |                             |                             |
| 1st                         | 1990年10月21日              | モノクロームの冒険 II                                    | CD                          | PCCA-00118                  |                             |
| 2nd                         | 1991年4月21日               | BLOSSOM                                                  | CD                          | PCCA-00254                  |                             |
| 3rd                         | 1991年10月21日              | 四分の三拍子の二つのハート                               | CD                          | PCCA-00312                  |                             |
| イメージ・アルバム          |                             |                                                          |                             |                             |                             |
| -                           | 1999年12月8日               | 君の鳥は歌を歌える                                       | CD                          | TOCT-24286                  |                             |
| オムニバス                  |                             |                                                          |                             |                             |                             |
| -                           | 1992年3月21日               | ルール フジテレビと遊びましょ ～フジテレビ・ヒット曲集～ | CD                          | PCCA-00364                  |                             |

## タイアップ
| 起用年         | 楽曲   | タイアップ                        |
| -------------- | ------ | --------------------------------- |
| 1991年－1992年 | ワルツ | アニメひみつの花園 イメージソング |
| 1991年         |        | 新・同棲時代 劇中歌               |

## 関連人物
- 外間隆史